# 榮泳霖
榮泳霖（1946年8月15日—），生於中華民國江蘇省無錫市（今中華人民共和國無錫市），中國化學家與企業家。中國共產黨黨員，現任北京清華大學校長助理，曾任清華控股公司董事長，清華同方公司董事長。

## 生平
出身無錫榮氏家族。1964年進入清華大學工程化學系就讀，1970年取得化學學士學位。畢業後留校任研究員，1971年成為中國共產黨黨員，之後進入清華大學校黨部工作，1975年成為清華大學黨委會副書記。
在改革開放之後，1978年任職清華大學計算機工廠，逐步晉升為廠長。1990年，進入清華大學產業管理處，任副處長，1995年升任處長，也是清華大學校長助理。
1992年，清華大學校長王大中指派榮泳霖負責成立北京清华大学企业集团，以管理清華大學校有企業。1993年，負責推動清華科技園，於1994年建立。
1995年任北京清华大学企业集团副董事長兼總裁，1998年升任董事長。
2001年，中國國務院推動大學與大學企業分離的政策，清華大學校企由榮泳霖負責整頓，將校企資產收歸北京清華大學企業集團之下。同年，紫光股份公司與清華紫光古漢公司出現大量虧損，由榮泳霖負責整頓清華紫光集團。
2003年，北京清华大学企业集团改制為清華控股公司，由榮泳霖任董事長。2010年至2013年間，經中國國務院指派，以清華控股代表的身份，出任清華同方公司董事長，進行股份清理，將清華同方的股份收歸在清華控股之下。